# جيفرسون أنغولو
جيفرسون أنغولو (بالإسبانية: Jefferson Angulo) هو لاعب كرة قدم كولومبي، ولد في 26 ديسمبر 1986 في بيريرا في كولومبيا. شارك مع منتخب كولومبيا تحت 20 سنة لكرة القدم. أما مع النوادي، فقد لعب مع أتلتيكو ناسيونال وأتليتيكو هويلا وأونس كالداس وديبورتيفو بيريرا ونادي باكو ونادي فيلا نوفا ونادي ميلوناريوس.

## وصلات خارجية
- جيفرسون أنغولو على موقع قاعدة بيانات كرة القدم.إي يو (الإنجليزية)
- جيفرسون أنغولو على موقع Soccerway.com (الإنجليزية)
- جيفرسون أنغولو على موقع AS.com (الإسبانية)